# Puente de Hardanger
El puente de Hardanger  (en noruego: Hardangerbrua) es un puente colgante de Noruega que cruza el fiordo de Hardanger, en el condado de Hordaland, conectando los municipios de Ullensvang y Ulvik. Sustituyó a una conexión de ferry entre Bruravik y Brimnes, y por lo tanto redujo el tiempo de conducción entre Oslo y Bergen. Es el puente colgante más largo de Noruega y el 10.º más largo del mundo (en octubre de 2014).

## Construcción
La construcción del puente fue aprobada por el Parlamento de Noruega el 28 de febrero de 2006, y la construcción comenzó el 26 de febrero de 2009. El puente fue diseñado por la Administración de Carreteras de Noruega (Statens Vegvesen) y la construcción la realizó la compañía MT Højgaard. El proyecto tenía un presupuesto de 2,3 mil millones de coronas noruegas (€ 290 millones) y más de la mitad de éste se sufragará mediante peajes y el ahorro de los subsidios del ferry.
El ferry, servido por Fjord1, atravesaba el fiordo cada 20-60 minutos dependiendo de la temporada, y el viaje duraba 10 minutos.
El puente tiene una longitud de 1380 m, con un vano principal de 1310 m, un gálibo de 55 m y las torres alcanzan 200 m sobre el nivel del mar. Hay dos vías para coches con una limitación de velocidad de 80 km/h, y un carril separado para peatones y ciclistas.
El tráfico en el puente se estima en sólo 2000 vehículos por día. La apertura del puente tuvo lugar el 17 de agosto de 2013.
El tramo principal es uno de los vanos más largos de puente colgante del mundo (en octubre de 2014, el 10.º). También es el túnel más largo que desemboca en un puente colgante en el mundo. En el extremo sur del puente, los coches entran inmediatamente en un túnel de 1,2 km (Bu Tunnel) que pasa por debajo de la aldea de Bu y en el lado norte del puente, los coches entran inmediatamente en otro túnel de 7,5 km (Túnel Vallavik) que incluye un largo segmento de 500 m a una rotonda dentro del túnel. En la rotonda, los coches pueden tomar otro túnel de 500 m de largo que conduce a Ulvik o pueden tomar un túnel de 7,0 km de largo a Granvin.

## Galería de imágenes

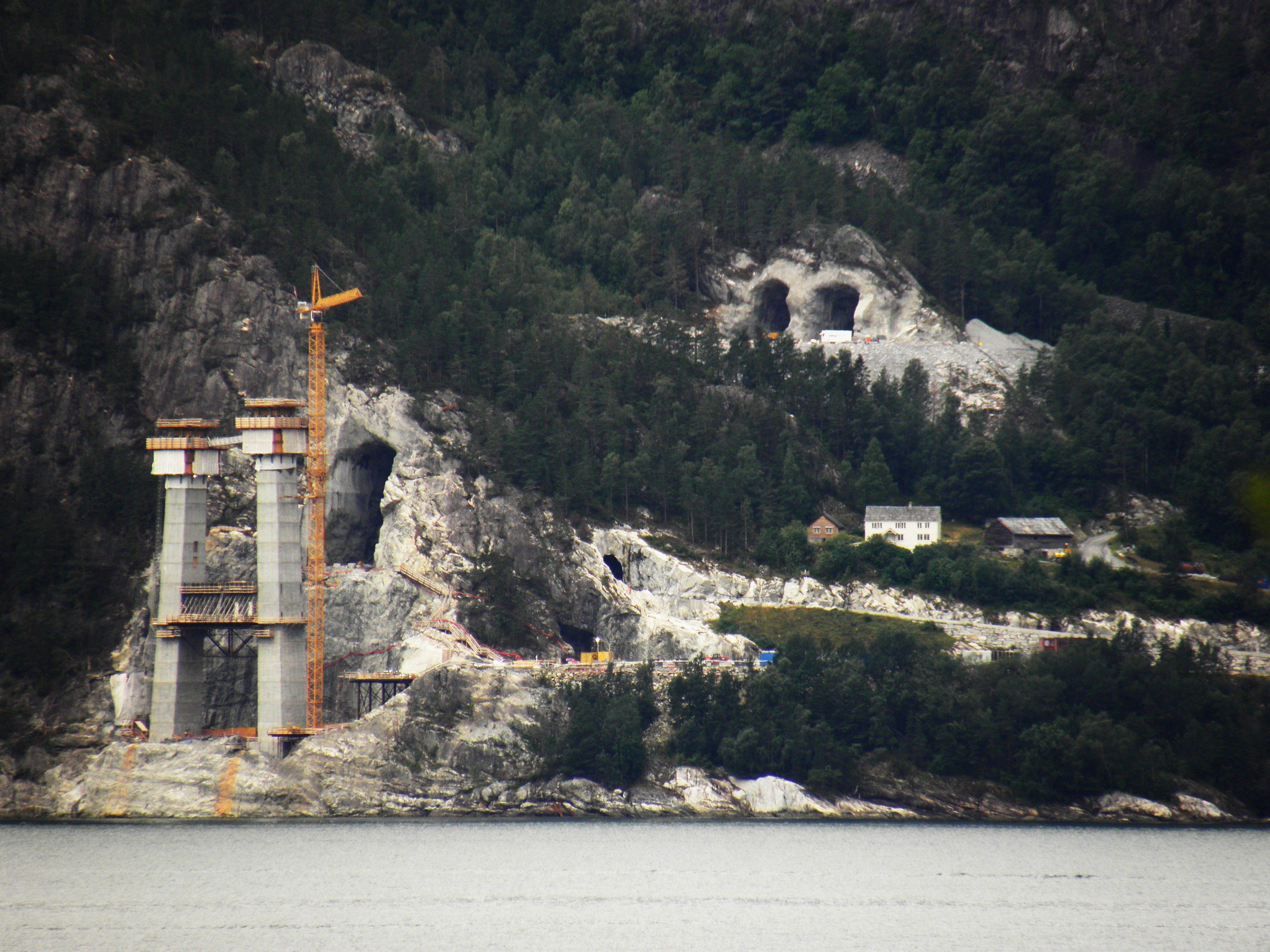
El puente de Hardanger en construcción, julio 2010
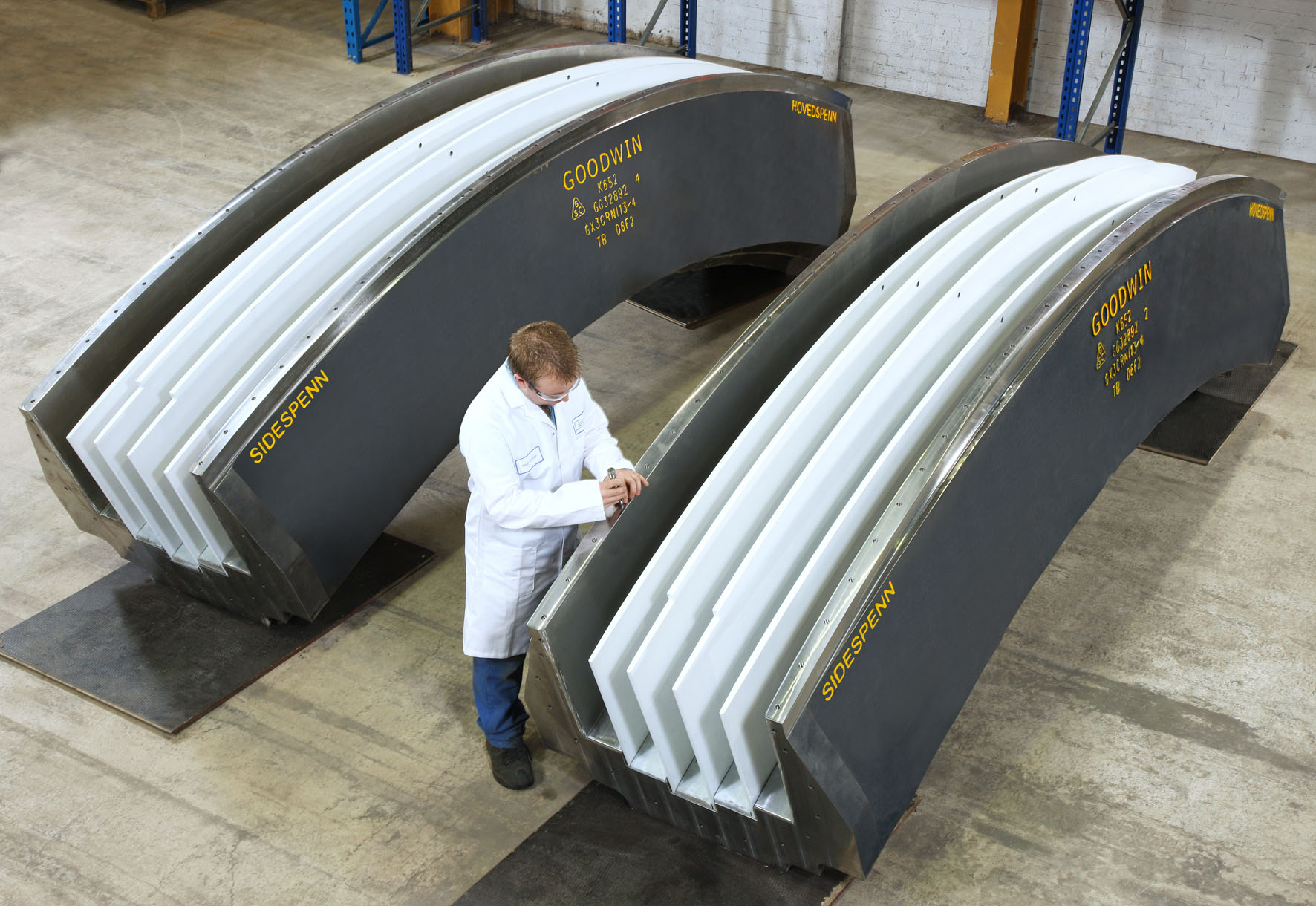
Torre de suspensión de los cables del puente de Hardanger
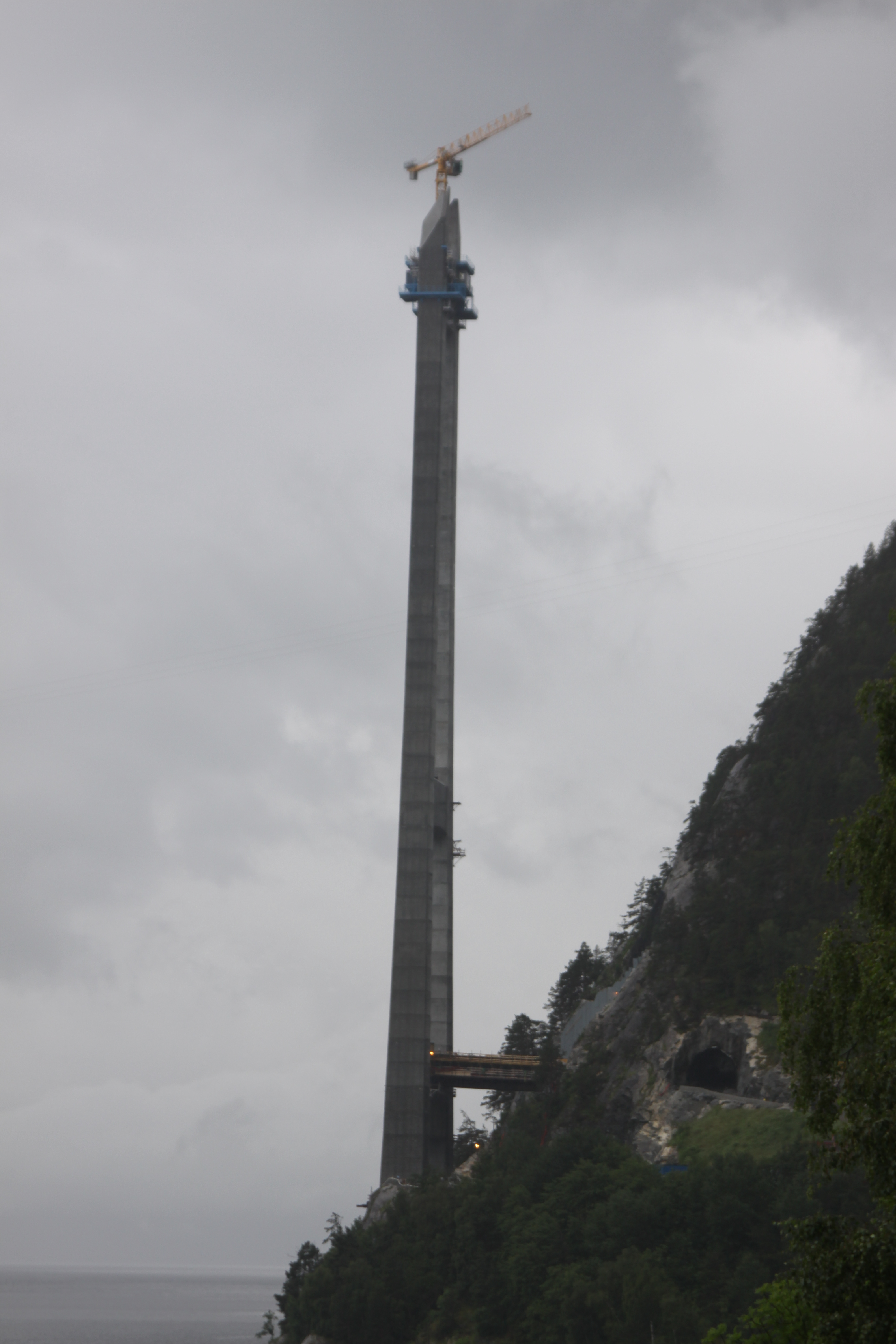
Torres en construcción
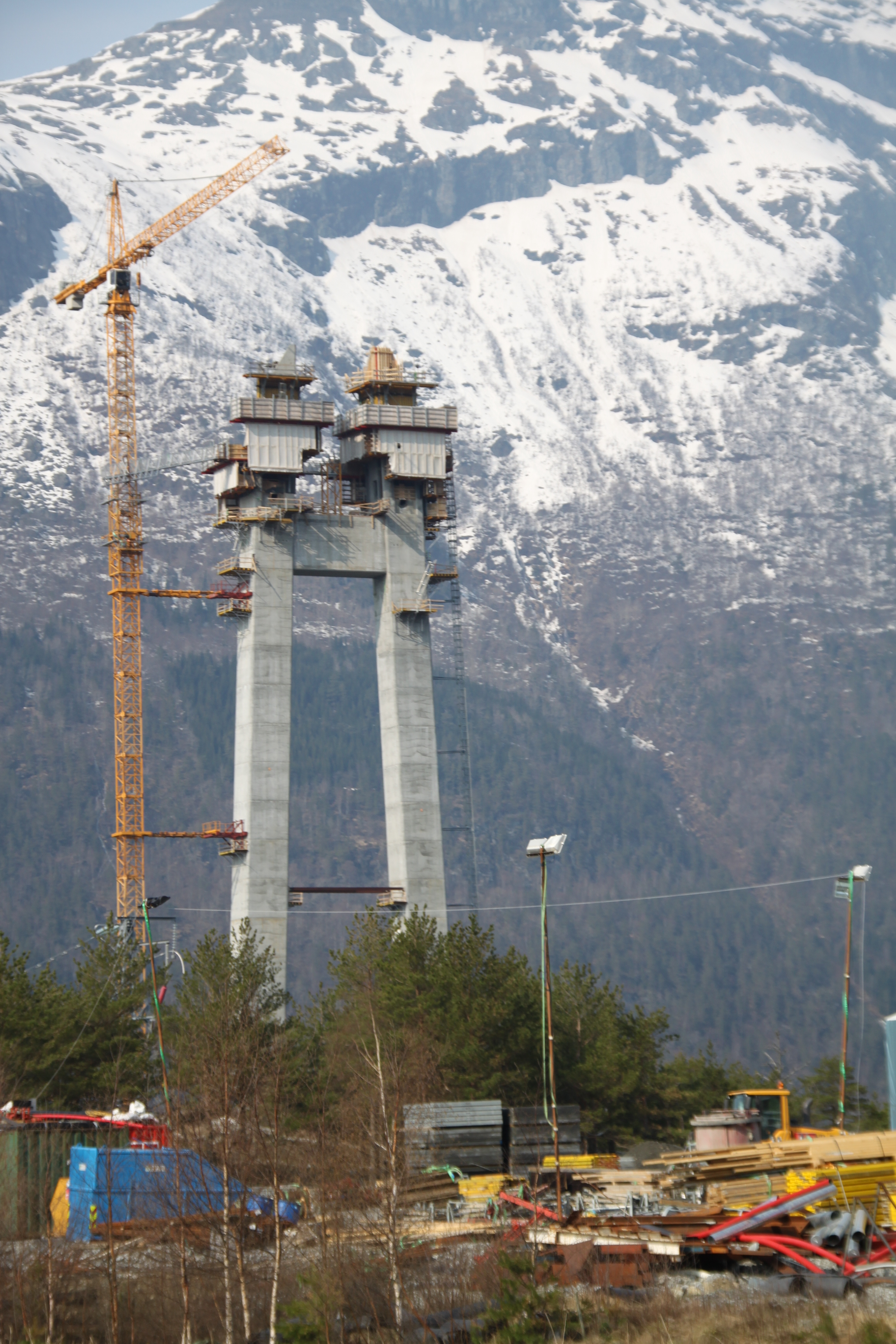
Construcción del puente

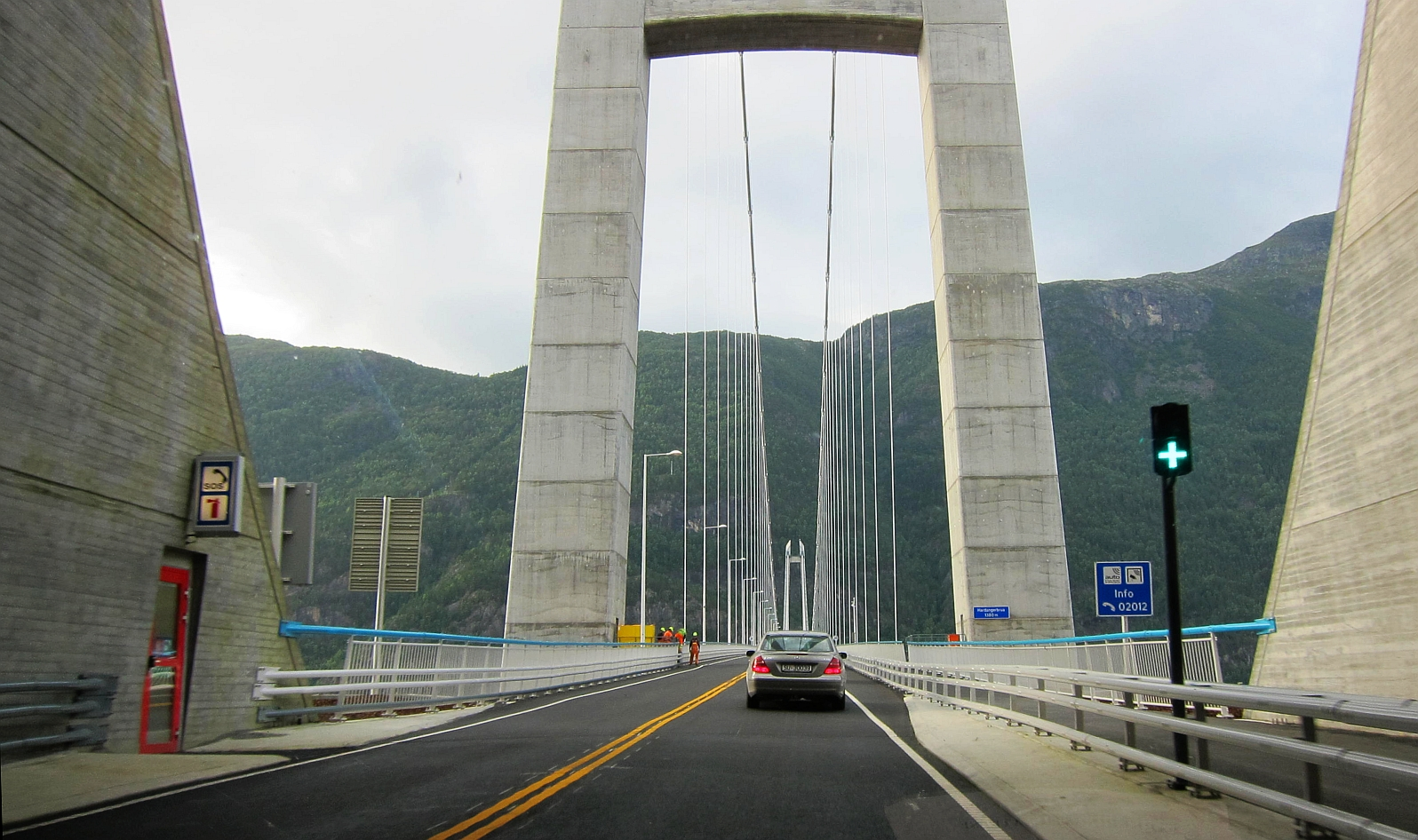
Vista al cruzar el puente
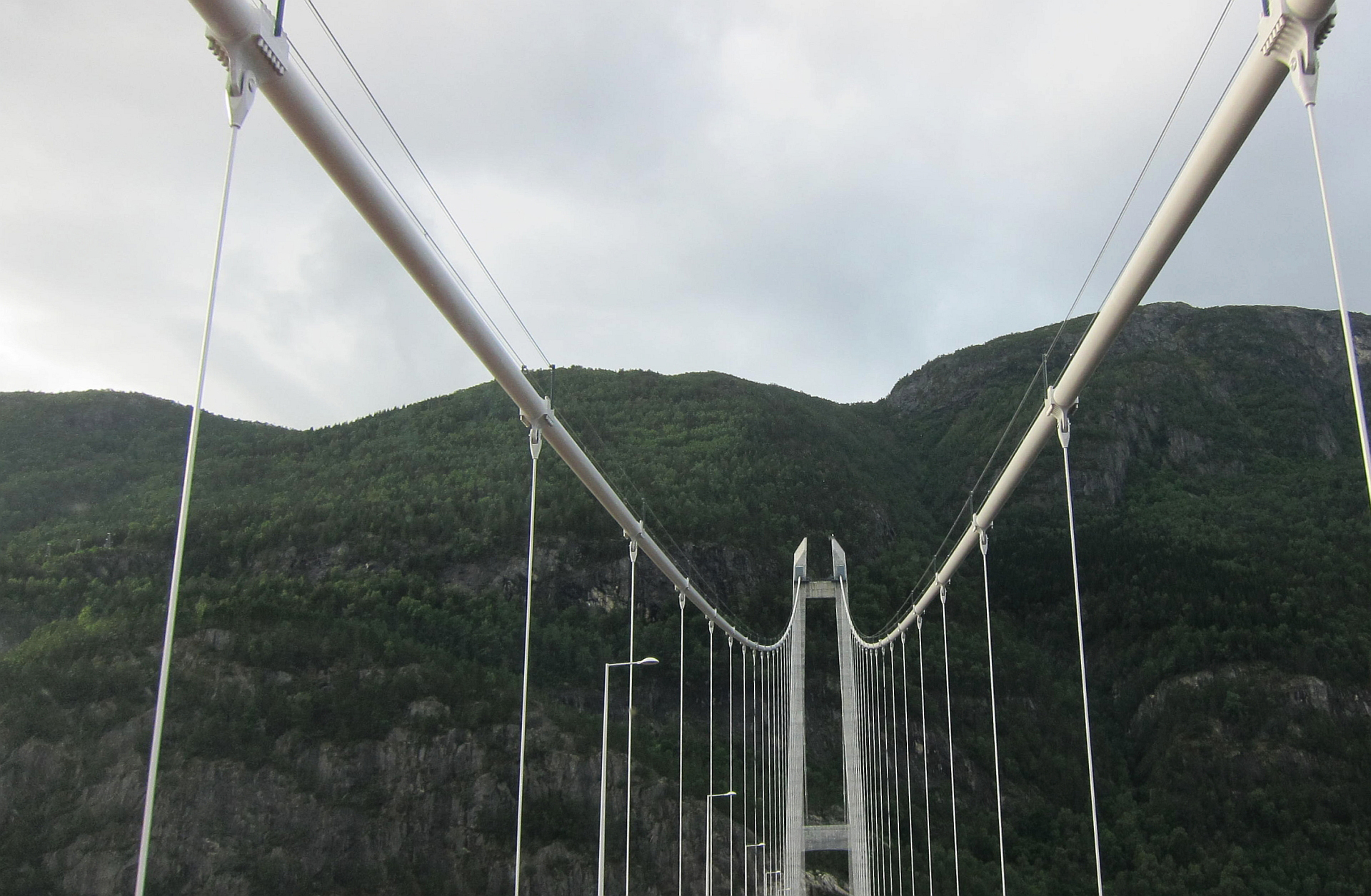
Vista mirando hacia arriba al cruzar el puente
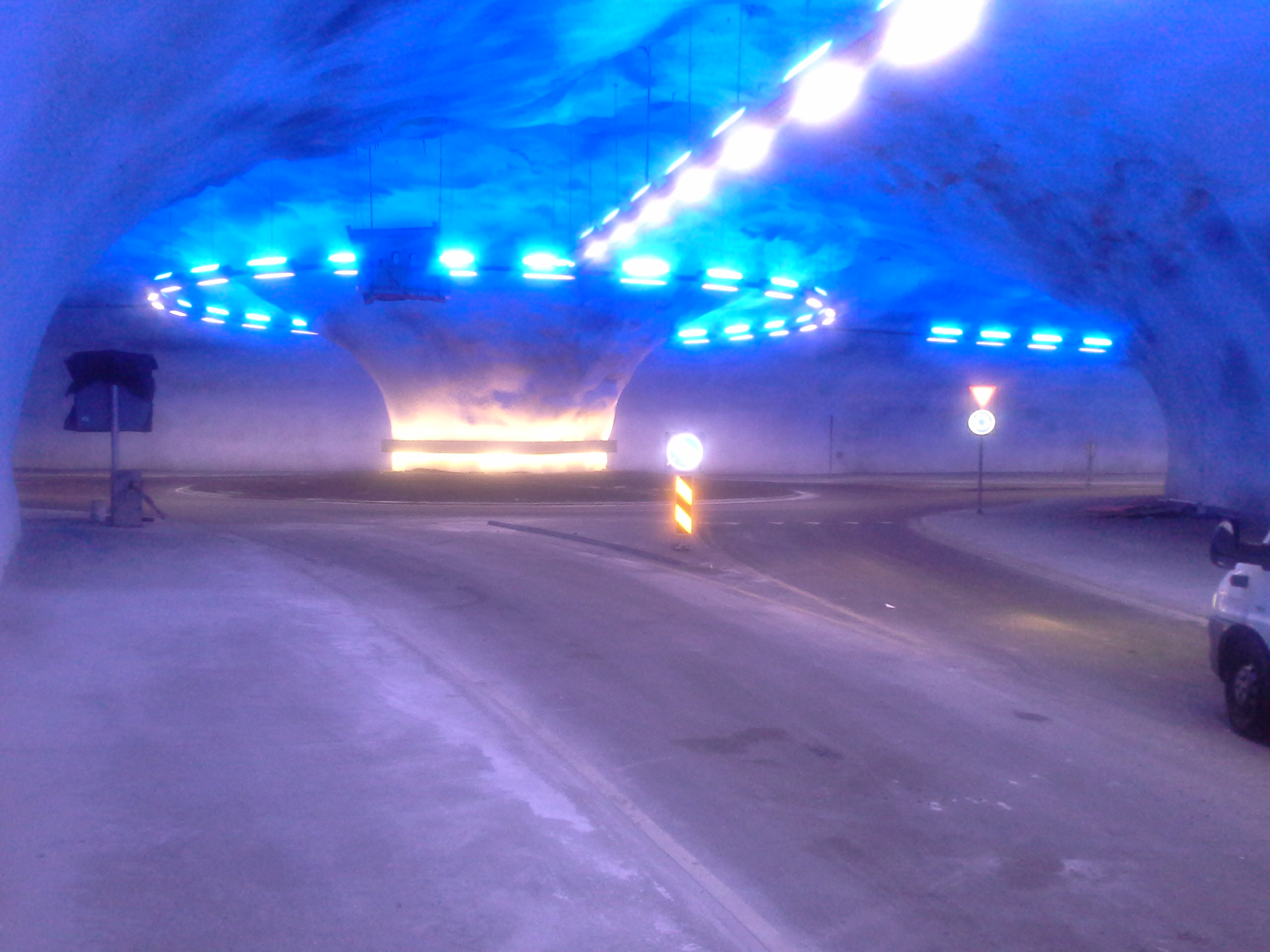
La rotonda en el túnel de Vallavik